# شهر آزاد امپراتوری

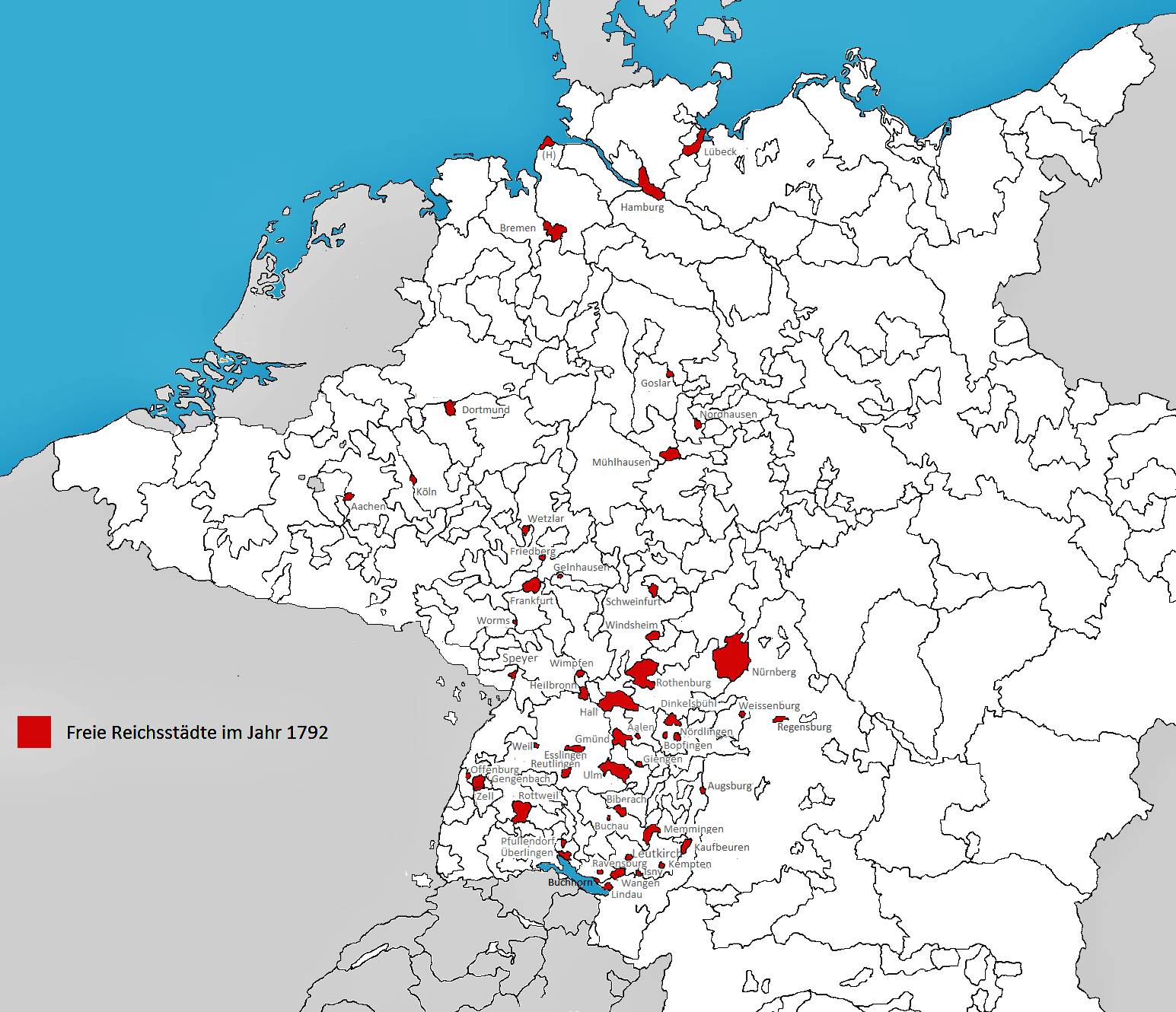
شهرهای آزاد امپراتوری در قرن هجدهم

در امپراتوری مقدس روم، اصطلاح جمعی شهرهای آزاد و امپراتوری (به آلمانی: Freie und Reichsstädte شهر آزاد امپراتوری (Freie Reichsstadt), لاتین: urbs imperialis libera) از قرن پانزدهم برای نشان دادن یک شهر خودمختار استفاده می‌شد که دارای مقدار مشخصی از خودمختاری بود و در انجمن امپراتوری نشان داده می‌شد. یک شهر امپراتوری وضعیت بی‌واسطه امپراتوری را داشت، و به این ترتیب، تنها تابع امپراتور مقدس روم بود، در مقابل یک شهر یا شهر سرزمینی (Landstadt) که تابع یک شاهزاده سرزمینی بود چه یک لرد کلیسایی (شاهزاده-اسقف) یا یک شاهزاده سکولار (دوک - آلمانی: Herzog)، مارگراف، کنت (گرافGraf)، و غیره.

## ریشه
تکامل برخی از شهرهای آلمان به نهادهای قانون اساسی خودگردان امپراتوری، کندتر از شاهزادگان سکولار و کلیسایی بود. در طول قرون سیزدهم و چهاردهم، برخی از شهرها اساساً به دلایل مالی توسط امپراتور به عنوان شهرهای امپراتوری ارتقا یافتند (Reichsstädte). ; Urbes imperiales. آن شهرهایی که توسط پادشاهان و امپراتوران آلمانی در قرون ۱۰ تا ۱۳ تأسیس شده بودند و در ابتدا توسط مباشران سلطنتی/امپراتوری اداره می‌شدند (Vögte) به تدریج استقلال یافتند، زیرا قضات شهر آنها وظایف اداری و قضایی را بر عهده گرفتند. برخی از نمونه‌های برجسته عبارتند از کلمار، آگنو و مولوز در آلزاس یا ممینگن و رافنسبورگ در سوابیای علیا.
شهرهای آزاد (Freie Städte ; Urbes liberae) آنهایی مانند بازل، آوگسبورگ، کلن یا استراسبورگ بودند که در ابتدا تحت فرمان یک شاهزاده - اسقف قرار گرفتند و به همین ترتیب، به تدریج از آن ارباب استقلال یافتند. در موارد معدودی، مانند کلن، ارباب کلیسایی سابق به ادعای حق اعمال برخی از امتیازات فئودالی باقیمانده بر شهر آزاد ادامه داد، ادعایی که تقریباً تا پایان امپراتوری منجر به دعواهای دائمی شد.
با گذشت زمان، تفاوت بین شهرهای امپراتوری و شهرهای آزاد به‌طور فزاینده‌ای مبهم شد، به طوری که آنها در مجموع به عنوان «شهرهای آزاد امپراتوری» یا «شهرهای آزاد و امپراتوری» شناخته شدند و در اواخر قرن پانزدهم بسیاری از شهرها شامل «آزاد» و هم «امپراتوری» بودند. مانند سایر املاک امپراتوری، آنها می‌توانستند جنگ کنند، صلح کنند و تجارت خود را کنترل کنند، و اجازه دخالت کمی از خارج را می‌دادند. در اواخر قرون وسطی، تعدادی از شهرهای آزاد مانند اتحادیه هانزا یا Décapole آلزاس، برای ترویج و دفاع از منافع خود. اتحادیه‌های شهری (Städtebünde) را تشکیل دادند.

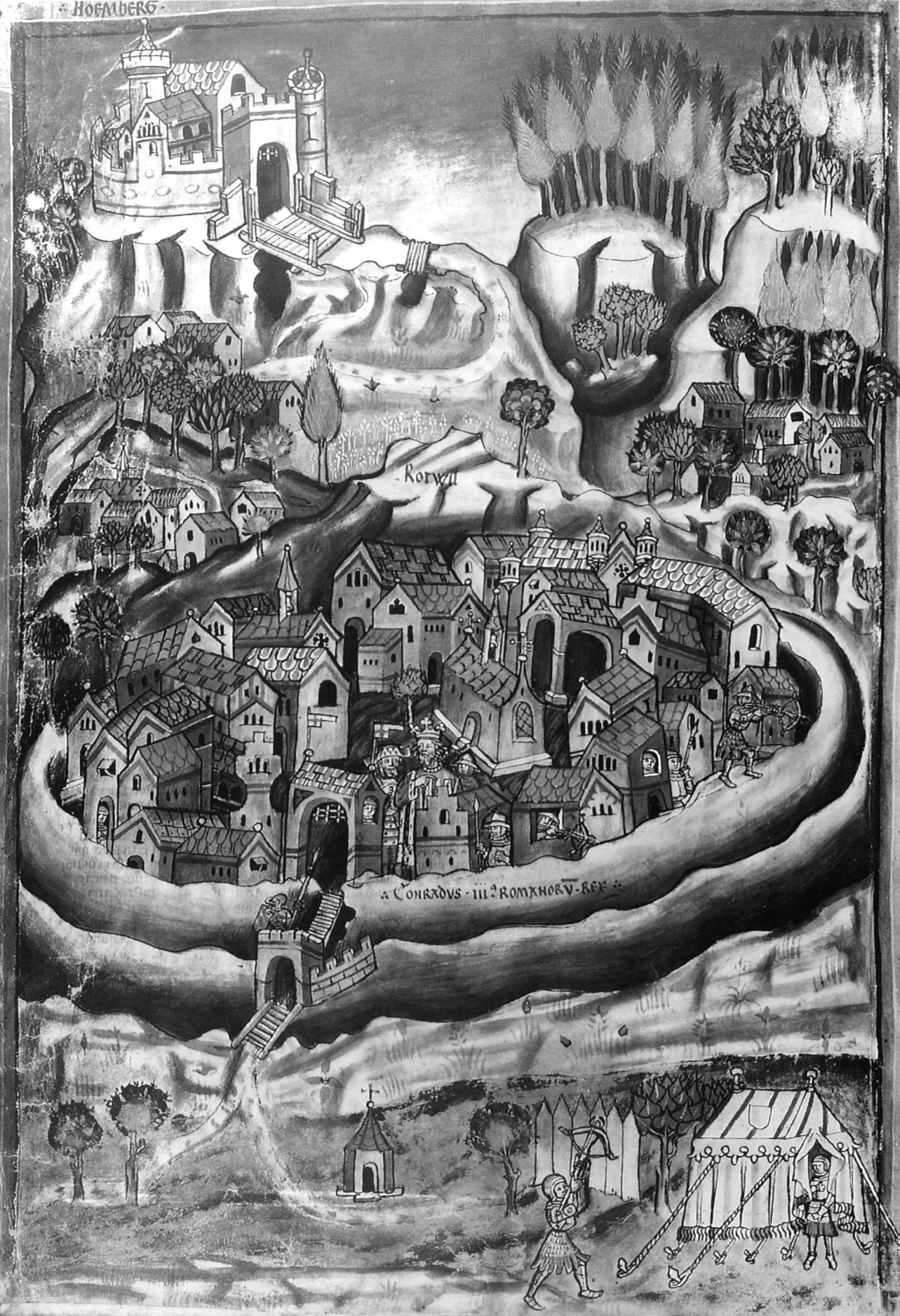
روتوایل، c. 1435. روتویل سوآبی استقلال خود را تا متحدسازی سال‌های ۱۸۰۲–۱۸۰۳ حفظ کرد.

در طول قرون وسطی، شهرها - اگرچه به ندرت - آزادی از دست رفته خود را از طریق فراز و نشیب‌های سیاست قدرت به دست آوردند. برخی از شهرهای مورد علاقه منشور با هدیه به دست آوردند. دیگران یکی را از شاهزاده‌ای خریدند که به بودجه نیاز داشت. برخی آن را با زور اسلحه در طول قرن‌های پرآشوب ۱۳ و ۱۴ به دست آوردند و برخی دیگر در همان دوره امتیازات خود را به همین ترتیب از دست دادند. برخی از شهرها از طریق خلاء ایجاد شده توسط انقراض خانواده‌های مالک آزاد شدند، برخی نیز داوطلبانه خود را تحت حمایت یک حاکم سرزمینی قرار دادند و بنابراین استقلال خود را از دست دادند.
تعداد کمی مانند Donauwörth پروتستان که در سال ۱۶۰۵ به دوک‌نشین کاتولیک بایرن ضمیمه شد، توسط امپراتور به دلایل واقعی یا ساختگی، از امتیاز به عنوان یک شهر آزاد محروم شد. با این حال، این به ندرت پس از اصلاحات رخ داد، و از شصت شهر آزاد امپراتوری که در پیمان وستفالی باقی ماندند، همه به جز ده شهر آلزاس (که در اواخر قرن هفدهم توسط فرانسه ضمیمه شدند) تا زمان میانجی گری در سال ۱۸۰۳ به حیات خود ادامه دادند. .

## تمایز بین شهرهای آزاد امپراتوری و سایر شهرها
تقریباً چهار هزار شهر و شهرک در امپراتوری وجود داشت، اگرچه در حدود سال ۱۶۰۰ میلادی بیش از نه دهم آنها کمتر از یک هزار نفر سکنه داشتند. در اواخر قرون وسطی، کمتر از دویست مورد از این مکان‌ها از وضعیت شهرهای آزاد امپراتوری برخوردار بودند، و برخی از آن‌ها فقط برای چند دهه از این امتیاز برخوردار بودند. ثبت مالیات نظامی امپراتوری (Reichsmatrikel) در سال ۱۵۲۱، هشتاد و پنج شهر از این قبیل را فهرست کرد و این رقم تا زمان صلح آوگسبورگ در سال ۱۵۵۵ به شصت و پنج شهر کاهش یافت. از پیمان صلح وستفالی در سال ۱۶۴۸ تا ۱۸۰۳، تعداد آنها در حدود پنجاه شهر بود.

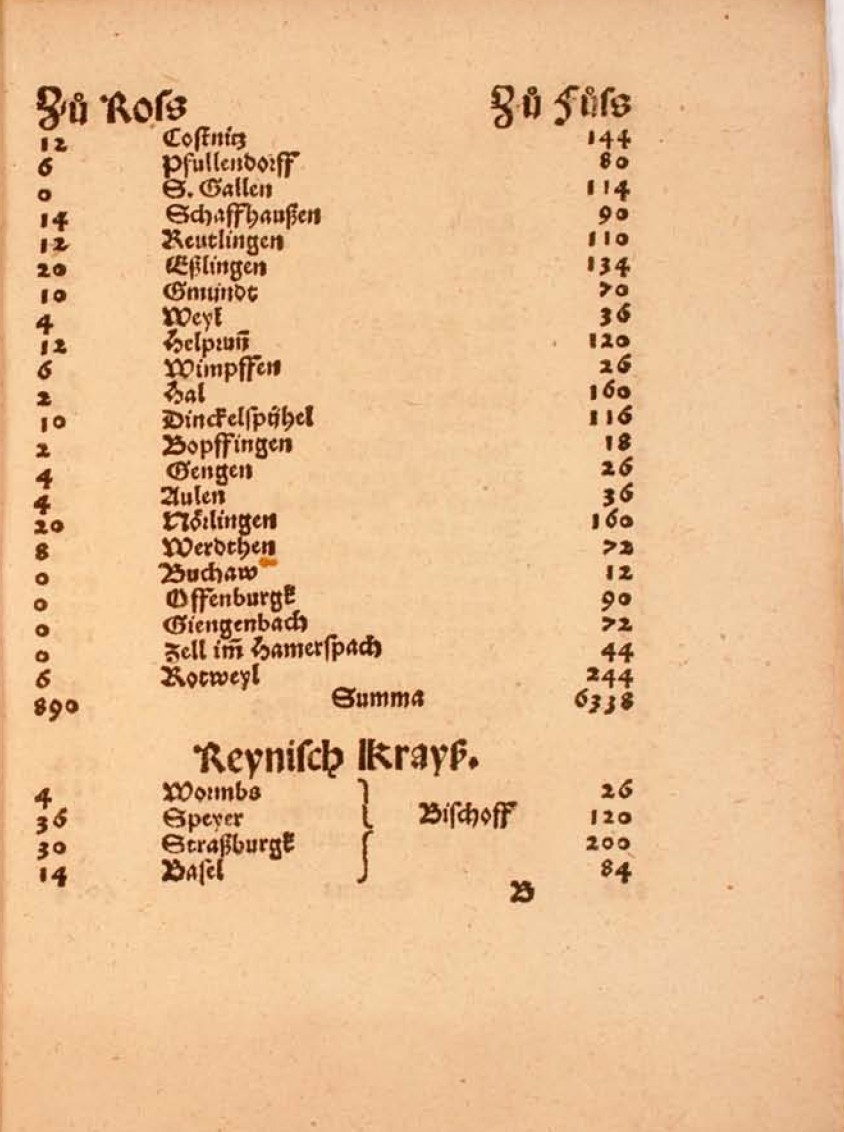
فهرست جزئی از شهرهای آزاد امپراتوری سوابیا بر اساس رایشماتریکل ۱۵۲۱. این لیست، تعداد سواره‌نظام (ستون سمت چپ) و پیاده‌نظام (ستون سمت راست) را نشان می‌دهد که هر املاک امپراتوری باید در دفاع از امپراتوری کمک می‌کرد.

بر خلاف شهرهای آزاد امپراتوری، دسته دوم شهرها و شهرک‌ها که اکنون «شهرهای سرزمینی» نامیده می‌شوند تابع یک ارباب کلیسایی یا غیر روحانی بودند، و در حالی که بسیاری از آنها به درجات مختلف از خودگردانی برخوردار بودند، این امر مخاطره آمیزی بود. امتیازی که ممکن است به خواست ارباب محدود یا لغو شود.
با بازتاب ساختار پیچیده قانون اساسی امپراتوری مقدس روم، دسته سوم، متشکل از شهرهای نیمه خودمختار که به هیچ‌یک از این دو نوع تعلق نداشتند، توسط برخی از مورخان متمایز شده‌است. اینها شهرهایی بودند که اندازه و قدرت اقتصادی آنها برای حفظ استقلال قابل توجهی از اربابان سرزمینی اطراف برای مدت قابل توجهی کافی بود، حتی اگر هیچ حق رسمی برای استقلال وجود نداشت. این شهرها معمولاً در قلمروهای کوچکی قرار داشتند که دارای حاکم ضعیفی بود. با این حال، آنها در میان انبوه شهرها و شهرهای سرزمینی استثنا بودند. شهرهای هر دو دسته اخیر معمولاً در شوراهای سرزمینی حضور داشتند، اما در انجمن امپراتوری حضور نداشتند.

## سازمان
شهرهای آزاد امپراتوری تا سال ۱۴۸۹ رسماً به عنوان املاک امپراتوری خود در انجمن امپراتوری پذیرفته نشدند، و حتی در آن زمان نیز آرای آنها معمولاً فقط مشورتی در نظر گرفته می‌شد (votum consultativum) در مقایسه با نیمکت امرای انتخابگر و شاهزادگان. شهرها در انجمن امپراتوری خود را به دو گروه یا نیمکت تقسیم کردند، رنیش و نیمکت سوابی.
همین شهرها از جمله ۸۵ شهر آزاد امپراتوری بودند که در رایشماتریکل ۱۵۲۱ فهرست شده بودند، برنامه مالیات ملکی و نظامی امپراتوری که بیش از یک قرن برای ارزیابی کمک‌های تمام املاک امپراتوری در صورت اعلام رسمی جنگ توسط انجمن امپراتوری تعیین و استفاده می‌شد. سهم نظامی و پولی هر شهر در پرانتز نشان داده شده‌است (به عنوان مثال کلن (۳۰-۳۲۲-۶۰۰) به این معنی است که کلن باید ۳۰ سوار، ۳۲۲ پیاده و ۶۰۰ طلا فراهم می‌کرد). این اعداد معادل یک simplum هستند. در صورت نیاز، انجمن می‌تواند به دومین و سومین روش رأی دهد، در این صورت سهم هر یک از اعضا دو یا سه برابر می‌شود. در آن زمان، شهرهای آزاد امپراتوری ثروتمند تلقی می‌شدند و به عنوان مثال، سهم پولی نورنبرگ، اولم و کلن به اندازه انتخاب‌کنندگان (ماینتس، تریر، کلن، پفالتس، زاکسن، براندنبورگ) و دوک‌های وورتمبرگ و لورن بود.
فهرست زیر شامل ۵۰ شهر آزاد امپراتوری است که در انجمن امپراتوری سال ۱۷۹۲ شرکت کردند. آنها با توجه به ترتیب رای خود در نیمکت‌های رانیش و سوابین لیست شده‌اند.

### نیمکت رانیش
1. Aachen (20-90-260)
2. Lübeck (21-177-550)
3. Worms (10-78-325)
4. Speyer (3-99-325)
5. Frankfurt (20-140-500)
6. Goslar (0-130-205)
7. Bremen (unlisted)
8. Hamburg (20-120-325)
9. Mühlhausen (0-78-180)
10. Nordhausen (0-78-180)
11. Dortmund (20-100-180)
12. Friedberg (0-22-90)
13. Wetzlar (0-31-40)

### نیمکت سوابین
1. Augsburg (25-150-500)
2. Nuremberg (40-250-600)
3. Ulm (29-150-600)
4. Esslingen am Neckar (10-67-235)
5. Reutlingen (6-55-180)
6. Nördlingen (10-80-325)
7. Rothenburg ob der Tauber (10-90-180)
8. Hall (today Schwäbisch Hall) (10-80-325)
9. Rottweil (3-122-180)
10. Überlingen (10-78-325)
11. Heilbronn (6-60-240)
12. Gmünd (today Schwäbisch Gmünd) (5-45-150)
13. Memmingen (10-67-325)
14. Lindau (6-72-200)
15. Dinkelsbühl (5-58-240)
16. Biberach an der Riß (۶-۵۵-۱۸۰)
17. Ravensburg (4-67-180)
18. Schweinfurt (5-36-120)
19. Kempten im Allgäu (3-36-120)
20. Windsheim (4-36-180)
21. Kaufbeuren (4-68-90)
22. Weil (2-18-120)
23. Wangen im Allgäu (3-18-110)
24. Isny im Allgäu (4-22-100)
25. Pfullendorf (3-40-75)
26. Offenburg (0-45-150)
27. Leutkirch im Allgäu (2-18-90)
28. Wimpfen (3-13-130)
29. Weißenburg im Nordgau (4-18-50)
30. Giengen (2-13-60)
31. Gengenbach (0-36-0)
32. Zell am Harmersbach (0-22-0)
33. Buchhorn (today Friedrichshafen) (0-10-60)
34. Aalen (2-18-70)
35. Bopfingen (1-9-50)

در زمان صلح وستفالی، شهرها یک «انجمن» رسمی سوم و رای کامل آنها را تشکیل می‌دادند (votum decisivum)، اگرچه آنها نتوانستند برابری نمایندگی را با دو کالج دیگر تضمین کنند. برای جلوگیری از این احتمال که در صورت تساوی بین انتخاب کنندگان و شاهزادگان، رأی تعیین‌کننده داشته باشند، تصمیم گرفته شد که آنها ابتدا تصمیم بگیرند و سپس با شهرها مشورت کنند.
علیرغم این وضعیت تا حدی نابرابر شهرها در عملکرد انجمن امپراتوری، پذیرش کامل آنها در آن نهاد فدرال برای روشن شدن وضعیت تا کنون نامشخص آنها و مشروعیت بخشیدن به وجود دائمی آنها به عنوان املاک امپراتوری تمام عیار بسیار مهم بود. طبق قانون اساسی شهر کوچک آزاد امپراتوری ایسنی برابر با پادشاهی براندنبورگ بود. (اگر به هیچ وجه اجرا نشد)

## نگارخانه
- رگنسبورگ
- روتنبورگ در ۱۵۷۲
- Lubeca urbs imperialis libera – Free Imperial City of Lübeck